# 319636 Dziewulski
319636 Dziewulski è un asteroide della fascia principale. Scoperto nel 2006, presenta un'orbita caratterizzata da un semiasse maggiore pari a 2,645231 UA e da un'eccentricità di 0,170217, inclinata di 18,481745° rispetto all'eclittica. Ha un diametro di 3,538 km.